# Legge d'onore/Parola d'onore
Legge d'onore/Parola d'onore, pubblicato nel 1965, è il 21° singolo di Mario Merola

## Descrizione
Il disco contiene due cover.

## Tracce
Lato A
- Legge d'onore (G. Sorrentino - S. Cataneo - D. Ricciardi - S. Sorrentino)

Lato B
- Parola d'onore (Mallozzi - Bellucci - Gallo)